# Центральне телебачення Китаю
CCTV або Центральний Телеканал Китаю (кит. трад. 中国 中央 电视台, піньїнь: Zhōng-guó Zhōng-yāng Diàn-shì-tái) — головний державний телевізійний канал, а пізніше ціла система телевізійних каналів континентального Китаю. Наразі існують 20 каналів, під загальною назвою CCTV. Кожен з каналів має свій інформаційний напрямок, деякі є міжнародними каналами з мовленням іноземними мовами.

## Історія
- Після пілотного запуску 1 травня 1958 року перший китайський телевізійний канал отримав назву «Пекінське Телебачення» та регулярно транслювався починаючи з 2 вересня 1958 року.

- 1 травня 1973 року була проведена спроба кольорового транслювання у форматі PAL-D на другому каналі тричі на тиждень - у вівторок, четвер та суботу.

- У 1978 році саме цей, другий канал, було названо CCTV. Наприкінці 70-х канал випускав тільки вечірні програми, тривалістю до опівночі. Влітку та взимку випускалися щоденні програми для учнів які відпочивали на канікулах. У 1980 році почався обмін трансляцією новин з іншими місцевими та державними телеканалами.

- До 1985, CCTV став провідною телевізійною мережею у Китаї.

- У 1987 популярність телеканалу дозволила йому створити телевізійну адаптацію класичного китайського роману «Сон у червоному покої». Цей 36-серійний проєкт був першим китайським телесеріалом, що вийшов на всесвітній рівень і досі є популярним у продажі на DVD. Того ж року CCTV експортував на зарубіжні телеканали 10216 власних програм. З метою покращення споживацької та експортної якості канал ніколи не створює матеріалів що містять критику партійної системи, сцени сексуального характеру чи насилля.

- Державні субсидії призначені телеканалу майже припинилися у 1990-х, здебільшого через його значну комерціалізацію.

- У 2003 році канал ініціював своє перше відгалуження -- 24-годинне мовлення у форматі новин у кабельному доступі.

- 2 вересня 2008 року, якраз до 50-ї річниці, штаб-квартира CCTV розмістилося у всесвітньо відомому новому хмарочосі у Пекіні, а 9 лютого 2009 тут сталася велика пожежа.

Загалом на телеканалі працюють близько 10 тис. спеціалістів. що забезпечують річний прибуток 1,2 млрд юанів (дані 2006 року). Головою телеканалу є міністр державної адміністрації з питань радіо, кіно та телебачення. Оскільки усі відповідальні посадовці призначаються державою, телеканал є своєрідним виключенням, бо зазвичай усі канали обмежені транслюванням на території власної провінції, і лише CCTV має принаймні два канали мовлення у кожній провінції Китаю.

## Перелік каналів
До складу телевізійної системи входять:
- CCTV-1 Загальний канал
- CCTV-2 Фінанси (до 24 серпня 2009 називався Економіка та життя)
- CCTV-3 Мистецтва та розваги
- CCTV-4 Міжнародний (китайською мовою)
- CCTV-5 Спорт
- CCTV-6 Телефільми
- CCTV-7 Військова справа та сільське господарство
- CCTV-8 Телесеріали
- CCTV-9 Міжнародний -- Англійською мовою
- CCTV-10 Наука та Освіта
- CCTV-11 Китайська Опера
- CCTV-12 Юриспруденція
- CCTV-新闻 — Новини
- CCTV-少儿 — Дитячий
- CCTV-音乐 — Музика
- CCTV-E — Міжнародний — Іспанською мовою
- CCTV-F — Міжнародний — Французькою мовою
- CCTV-العربية — Міжнародний — Арабською мовою
- CCTV Російською — Міжнародний
- CCTV-Українська  — міжнародний (українською)
- CCTV-HD — телебачення високої якості